# Општина Телолоапан (Гереро)
Телолоапан (шп. Teloloapan) општина је у Мексику у савезној држави Гереро. Општина се налази на надморској висини од 1623 м.

## Становништво
Према подацима из 2010. у општини је живело 53769 становника.

### Хронологија
| Година       | 2000                  | 2005                  | 2010                  |
| ------------ | --------------------- | --------------------- | --------------------- |
| Становништво | 53950 (25410 / 28540) | 51659 (24119 / 27540) | 53769 (25442 / 28327) |

### Попис
| \| \| м \| \| \| ж \| \| 0—2 \| 1.645 \| \| \| 1.693 \| \| 3—5 \| 1.673 \| \| \| 1.652 \| \| 6—11 \| 3.411 \| \| \| 3.439 \| \| 12—14 \| 1.890 \| \| \| 1.929 \| \| 15—17 \| 1.933 \| \| \| 2.013 \| \| 18—24 \| 3.223 \| \| \| 3.779 \| \| 60+ \| 3.328 \| \| \| 3.940 \| \| Просек : \| 27,9 \| \| \| 29,1 \| |       |  |  |       |
| |       |  |  |       |
| | м     |  |  | ж     |
| 0—2 | 1.645 |  |  | 1.693 |
| 3—5 | 1.673 |  |  | 1.652 |
| 6—11 | 3.411 |  |  | 3.439 |
| 12—14 | 1.890 |  |  | 1.929 |
| 15—17 | 1.933 |  |  | 2.013 |
| 18—24 | 3.223 |  |  | 3.779 |
| 60+ | 3.328 |  |  | 3.940 |
| Просек : | 27,9  |  |  | 29,1  |

| #   | Индикатор                                                                                        | Вредност |
| --- | ------------------------------------------------------------------------------------------------ | -------- |
| 1   | Становништво од 0 до 2 године                                                                    | 3338     |
| 2   | Мушко становништво од 0 до 2 године                                                              | 1645     |
| 3   | Женско становништво од 0 до 2 године                                                             | 1693     |
| 4   | Становништво са 3 и више година                                                                  | 50402    |
| 5   | Мушко становништво са 3 и више година                                                            | 23779    |
| 6   | Женско становништво са 3 и више година                                                           | 26623    |
| 7   | Становништво са 5 и више година                                                                  | 48207    |
| 8   | Мушко становништво са 5 и више година                                                            | 22670    |
| 9   | Женско становништво са 5 и више година                                                           | 25537    |
| 10  | Становништво са 12 и више година                                                                 | 40227    |
| 11  | Мушко становништво са 12 и више година                                                           | 18695    |
| 12  | Женско становништво са 12 и више година                                                          | 21532    |
| 13  | Становништво са 15 и више година                                                                 | 36408    |
| 14  | Мушко становништво са 15 и више година                                                           | 16805    |
| 15  | Женско становништво са 15 и више година                                                          | 19603    |
| 16  | Становништво са 18 и више година                                                                 | 32462    |
| 17  | Мушко становништво са 18 и више година                                                           | 14872    |
| 18  | Женско становништво са 18 и више година                                                          | 17590    |
| 19  | Становништво од 3 до 5 година                                                                    | 3325     |
| 20  | Мушко становништво од 3 до 5 година                                                              | 1673     |
| 21  | Женско становништво од 3 до 5 година                                                             | 1652     |
| 22  | Становништво од 6 до 11 година                                                                   | 6850     |
| 23  | Мушко становништво од 6 до 11 година                                                             | 3411     |
| 24  | Женско становништво од 6 до 11 година                                                            | 3439     |
| 25  | Становништво од 8 до 14 година                                                                   | 8512     |
| 26  | Мушко становништво од 8 до 14 година                                                             | 4261     |
| 27  | Женско становништво од 8 до 14 година                                                            | 4251     |
| 28  | Становништво од 12 до 14 година                                                                  | 3819     |
| 29  | Мушко становништво од 12 до 14 година                                                            | 1890     |
| 30  | Женско становништво од 12 до 14 година                                                           | 1929     |
| 31  | Становништво од 15 до 17 година                                                                  | 3946     |
| 32  | Мушко становништво од 15 до 17 година                                                            | 1933     |
| 33  | Женско становништво од 15 до 17 година                                                           | 2013     |
| 34  | Становништво од 18 до 24 године                                                                  | 7002     |
| 35  | Мушко становништво од 18 до 24 године                                                            | 3223     |
| 36  | Женско становништво од 18 до 24 године                                                           | 3779     |
| 37  | Женско становништво од 15 до 49 година                                                           | 13402    |
| 38  | Становништво са 60 и више година                                                                 | 7268     |
| 39  | Мушко становништво са 60 и више година                                                           | 3328     |
| 40  | Женско становништво са 60 и више година                                                          | 3940     |
| 41  | Однос између мушкараца и жена                                                                    | 89.82    |
| 42  | Становништво од нуле до 14 година                                                                | 17332    |
| 43  | Становништво од 15 до 64 године                                                                  | 30819    |
| 44  | Становништво од 65 година и више                                                                 | 5589     |
| 45  | Просечан број деце                                                                               | 3.17     |
| 46  | Становништво рођено у ентитету                                                                   | 51172    |
| 47  | Мушко становништво рођено у ентитету                                                             | 24170    |
| 48  | Женско становништво рођено у ентитету                                                            | 27002    |
| 49  | Становништво рођено у другом ентитету                                                            | 2036     |
| 50  | Мушко становништво рођено у другом ентитету                                                      | 994      |
| 51  | Женско становништво рођено у другом ентитету                                                     | 1042     |
| 52  | Становништво од 5 година и више резидентно у ентитету у јуну 2005. године                        | 46319    |
| 53  | Мушко становништво старосног доба од 5 година и више, резидентно у ентитету у јуну 2005. године  | 21459    |
| 54  | Женско становништво старосног доба од 5 и више година, резидентно у ентитету у јуну 2005. године | 24860    |
| 55  | Становништво од 5 година и више које је живело у другом ентитету у јуну 2005. године             | 643      |
| 56  | Мушко становништво старије од 5 година које је живело у другом ентитету у јуну 2005. године      | 317      |
| 57  | Женско становништво старије од 5 година које је живело у другом ентитету у јуну 2005. године     | 326      |
| 58  | Становништво од 3 године и више које говори аутохтони језик                                      | 881      |
| 59  | Мушко становништво старо 3 године и више које говори аутохтони језик                             | 439      |
| 60  | Женско становништво старо 3 године и више које говори аутохтони језик                            | 442      |
| 61  | Становништво од 3 године и више које говори аутохтони језик и не говори шпански језик            | 32       |
| 62  | Мушко становништво старо 3 године и више које говори аутохтони језик и не говори шпански         | 10       |
| 63  | Женско становништво старо 3 године и више које говори аутохтони језик и не говори шпански језик  | 22       |
| 64  | Становништво старо 3 године и више које говори аутохтони језик и шпански                         | 807      |
| 65  | Мушко становништво старо 3 године и више које говори аутохтони језик и шпански                   | 408      |
| 66  | Женско становништво старо 3 године и више које говори аутохтони језик и шпански                  | 399      |
| 67  | Становништво од 5 година и више које говори аутохтони језик                                      | 879      |
| 68  | Становништво од 5 година и више које говори аутохтони језик и не говори шпански језик            | 32       |
| 69  | Становништво од 5 година и више које говори аутохтони језик и говори шпански језик               | 805      |
| 70  | Становништво у домородачким домаћинствима                                                        | 1549     |
| 71  | Становништво са ограничењима у активностима                                                      | 2422     |
| 72  | Становништво са ограниченим ходањем или кретањем, горе или доле                                  | 1349     |
| 73  | Становници са ограничењима вида, чак и уз кориштење сочива                                       | 579      |
| 74  | Становништво са ограничењима говора, комуникације или конверзације                               | 271      |
| 75  | Становништво са ограниченим слухом                                                               | 341      |
| 76  | Становништво са ограничењима при одевању, купању или јелу                                        | 89       |
| 77  | Становништво са ограничењима у опажању или учењу једноставних ствари                             | 96       |
| 78  | Становништво са менталним ограничењима                                                           | 241      |
| 79  | Становништво без ограничења активности                                                           | 51009    |
| 80  | Становништво од 3 до 5 година које не похађа школу                                               | 988      |
| 81  | Мушко становништво од 3 до 5 година које не похађа школу                                         | 510      |
| 82  | Женско становништво од 3 до 5 година које не похађа школу                                        | 478      |
| 83  | Становништво од 6 до 11 година које не похађа школу                                              | 196      |
| 84  | Мушко становништво од 6 до 11 година које не похађа школу                                        | 90       |
| 85  | Женско становништво од 6 до 11 година које не похађа школу                                       | 106      |
| 86  | Становништво од 12 до 14 година које не похађа школу                                             | 465      |
| 87  | Мушко становништво од 12 до 14 година које не похађа школу                                       | 212      |
| 88  | Женско становништво од 12 до 14 година које не похађа школу                                      | 253      |
| 89  | Становништво од 15 до 17 година похађа школу                                                     | 2213     |
| 90  | Мушко становништво од 15 до 17 година похађа школу                                               | 1092     |
| 91  | Женско становништво између 15 и 17 година живота у школи                                         | 1121     |
| 92  | Становништво од 18 до 24 године похађа школу                                                     | 1468     |
| 93  | Мушко становништво од 18 до 24 године похађа школу                                               | 673      |
| 94  | Женско становништво од 18 до 24 године похађа школу                                              | 795      |
| 95  | Становништво од 8 до 14 година које не може да чита и пише                                       | 468      |
| 96  | Мушко становништво старосног доба од 8 до 14 година које не може да чита и пише                  | 267      |
| 97  | Женско становништво старосног доби од 8 до 14 година које не може да чита и пише                 | 201      |
| 98  | Становништво од 15 година и више које је неписмено                                               | 6063     |
| 99  | Мушко становништво од 15 година и више које је неписмено                                         | 2364     |
| 100 | Женско становништво од 15 година и више које је неписмено                                        | 3699     |
| 101 | Становништво старо 15 и више година без школовања                                                | 5250     |
| 102 | Мушко становништво старо 15 и више година без школовања                                          | 2058     |
| 103 | Женско становништво старо 15 и више година без школовања                                         | 3192     |
| 104 | Становништво старосног доба 15 и више година са непотпуним основним образовањем                  | 7106     |
| 105 | Мушко становништво старосног доба од 15 година и више са непотпуном основним образовањем         | 3390     |
| 106 | Женско становништво старосног доба 15 и више година са непотпуном основним образовањем           | 3716     |
| 107 | Становништво старо 15 и више година са комплетним основним образовањем                           | 7739     |
| 108 | Мушко становништво старо 15 година и више са комплетним основним образовањем                     | 3658     |
| 109 | Женско становништво старо 15 и више година са комплетним основним образовањем                    | 4081     |
| 110 | Становништво старосног доба 15 и више година са непотпуним средњим образовањем                   | 1873     |
| 111 | Мушко становништво старосног доба од 15 година и више са непотпуним средњим образовањем          | 967      |
| 112 | Женско становништво старосног доба од 15 година и више са непотпуним средњим образовањем         | 906      |
| 113 | Становништво старо 15 и више година са пуним секундарном образовањем                             | 5936     |
| 114 | Мушко становништво старосног доба од 15 година и више са пуним секундарном образовањем           | 2811     |
| 115 | Женско становништво старосног доба од 15 година и више са пуним секундарном образовањем          | 3125     |
| 116 | Становништво старије од 18 година са постосновним образовањем                                    | 7486     |
| 117 | Мушко становништво старије од 18 година са постосновним образовањем                              | 3489     |
| 118 | Женско становништво старије од 18 година са постосновним образовањем                             | 3997     |
| 119 | Просечна оцена школовања                                                                         | 6.76     |
| 120 | Просечан ниво образовања мушке популације                                                        | 6.9      |
| 121 | Просечан ниво образовања женског становништва                                                    | 6.65     |
| 122 | Економски активно становништво                                                                   | 18673    |
| 123 | Економски активна мушка популација                                                               | 13858    |
| 124 | Економски активна женска популација                                                              | 4815     |
| 125 | Становништво које није економски активно                                                         | 21386    |
| 126 | Мушко становништво које није економски активно                                                   | 4751     |
| 127 | Женско становништво које није економски активно                                                  | 16635    |
| 128 | Запослено становништво                                                                           | 18372    |
| 129 | Запослено мушко становништво                                                                     | 13598    |
| 130 | Запослено женско становништво                                                                    | 4774     |
| 131 | Незапослена популација                                                                           | 301      |
| 132 | Незапослена мушка популација                                                                     | 260      |
| 133 | Незапослена женска популација                                                                    | 41       |
| 134 | Становништво без права на здравствене услуге                                                     | 35884    |
| 135 | Становништво које има право на здравствене услуге                                                | 17704    |
| 136 | Становништво које има право на ИМСС                                                              | 1877     |
| 137 | Становништво које има право на социјално осигурање                                               | 5471     |
| 138 | Становништво које има право на државно социјално осигурање                                       | 82       |
| 139 | Становништво које има право на опште осигурање или здравствено осигурање за нову генерацију      | 8049     |
| 140 | Становништво које је било једном или није било у браку током 12 година и више                    | 14140    |
| 141 | Венчано или уједињено становништво од 12 година и више                                           | 21759    |
| 142 | Становништво које је било у браку или уједињено 12 година и више                                 | 4271     |
| 143 | Становништво са католичком религијом                                                             | 47752    |
| 144 | Протестанти, еванђелисти и библијски следбеници различити од еванђелиста                         | 4864     |
| 145 | Становништво са другим религијама различитим од претходних                                       | 11       |
| 146 | Становништво без религије                                                                        | 818      |
| 147 | Укупно пописаних домаћинства                                                                     | 12631    |
| 148 | Пописна домаћинства на челу са мушкарцима                                                        | 9100     |
| 149 | Пописна домаћинства на челу са женама                                                            | 3531     |
| 150 | Становништво у пописним домаћинствима                                                            | 53684    |
| 151 | Становништво у пописним домаћинствима на челу са мушкарцима                                      | 41220    |
| 152 | Становништво у пописним домаћинствима на челу са женама                                          | 12464    |
| 153 | Укупно домаћинстава                                                                              | 19477    |
| 154 | Укупно насељених домаћинстава                                                                    | 12638    |
| 155 | Укупно приватних кућа                                                                            | 19470    |
| 156 | Насељени приватни домови                                                                         | 12631    |
| 157 | Укупно насељених приватних кућа                                                                  | 12636    |
| 158 | Ненасељене приватне куће                                                                         | 5635     |
| 159 | Појединачна домаћинства за привремену употребу                                                   | 1204     |
| 160 | Становници у насељеним приватним кућама                                                          | 53684    |
| 161 | Насељеност станара у приватним становима                                                         | 4.25     |
| 162 | Просечно становника по соби у приватним насељеним домаћинствима                                  | 1.28     |
| 163 | Појединачна домаћинства са подовима од различитих материјала од земље                            | 9333     |
| 164 | Појединачна домаћинства у приземљу                                                               | 3270     |
| 165 | Појединачна домаћинства са једном спаваћом собом                                                 | 5285     |
| 166 | Појединачна домаћинства са две спаваће собе и више                                               | 7318     |
| 167 | Појединачна домаћинства са једним собом                                                          | 779      |
| 168 | Појединачна домаћинства са две собе                                                              | 2960     |
| 169 | Појединачна домаћинства са 3 собе и више                                                         | 8854     |
| 170 | Појединачна домаћинства која имају електрично светло                                             | 12138    |
| 171 | Појединачна домаћинства која немају електрично светло                                            | 465      |
| 172 | Појединачна домаћинства која имају водоводну воду у стамбеном простору                           | 5904     |
| 173 | Појединачна домаћинства која немају водоводну воду у стамбеном простору                          | 6685     |
| 174 | Појединачна домаћинства која имају тоалет                                                        | 9960     |
| 175 | Појединачна домаћинства која имају канализацију                                                  | 9880     |
| 176 | Појединачна домаћинства која немају канализацију                                                 | 2692     |
| 177 | Појединачна домаћинства која имају електрично светло, довод воде из јавне мреже и канализацију   | 5314     |
| 178 | Појединачна домаћинства без икаквих услова                                                       | 689      |
| 179 | Појединачна домаћинства која имају радио                                                         | 9871     |
| 180 | Појединачна домаћинства која имају телевизор                                                     | 10391    |
| 181 | Појединачна домаћинства која имају фрижидер                                                      | 9636     |
| 182 | Појединачна домаћинства која имају машину за веш                                                 | 4189     |
| 183 | Појединачна домаћинства која имају аутомобил или комби                                           | 3412     |
| 184 | Појединачна домаћинства која имају рачунар                                                       | 1559     |
| 185 | Појединачна домаћинства која имају фиксну телефонску линију                                      | 3831     |
| 186 | Појединачна домаћинства која имају мобилни телефон                                               | 4418     |
| 187 | Појединачна домаћинства која имају приступ интернету                                             | 920      |